# Friedrich Walser (Architekt)
Friedrich Walser, auch Walser-Hindermann, (* 21. Januar 1841 in Reinach, Kanton Basel-Landschaft; † 14. Mai 1922 in Basel) war ein Schweizer Architekt.

## Ausbildung und Wirken

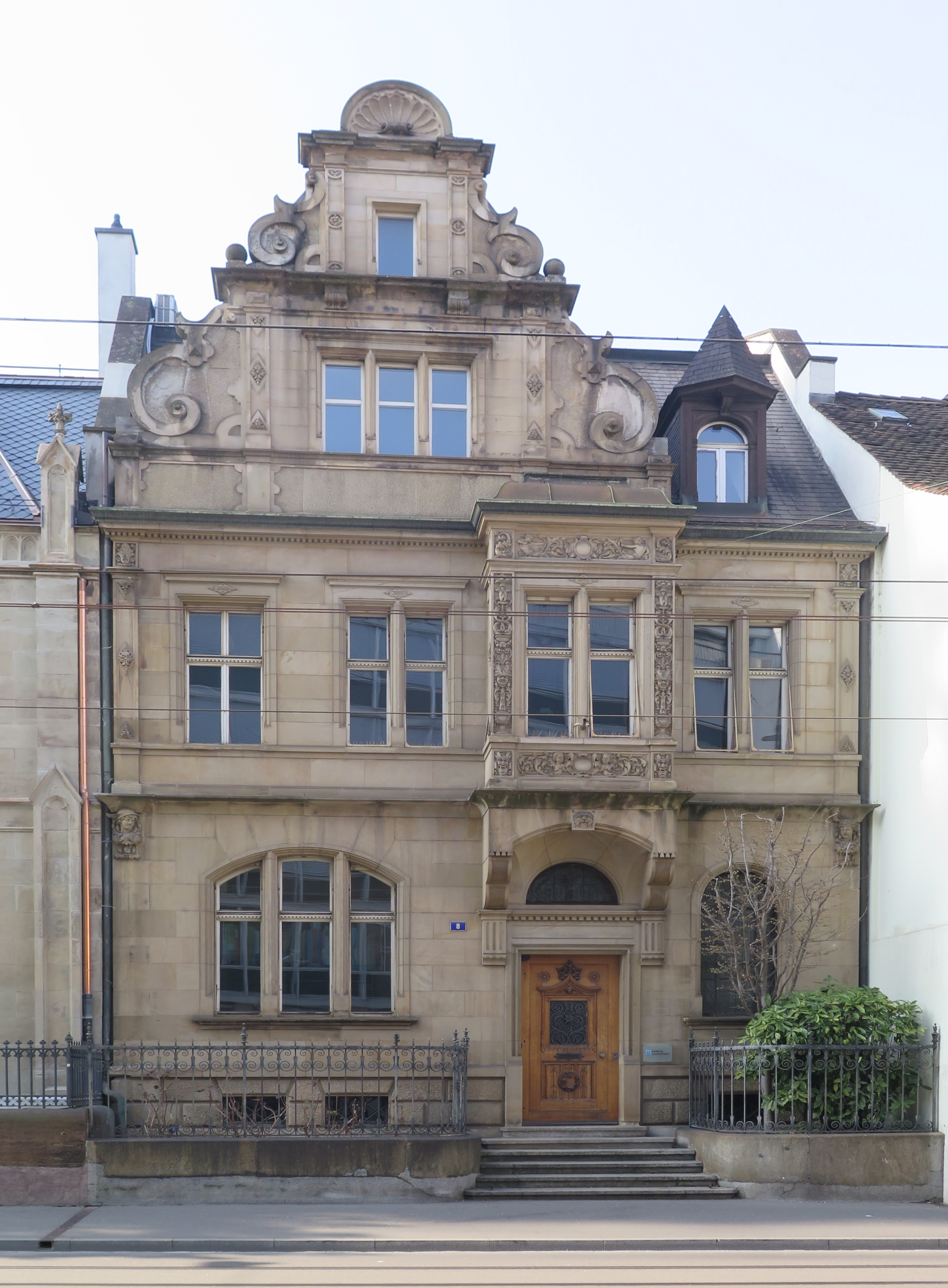
Verwaltung der Christoph Merian Stiftung in Basel, 1887–1898

Der Pfarrersohn Friedrich Walser studierte von 1859–1861 und 1863–1864 an der Bauschule des Eidgenössischen Polytechnikums Zürich, unter anderem bei Gottfried Semper. 1859 wurde er Mitglied des Corps Rhenania Zürich. In der Folge war er bis 1869 Mitarbeiter Gottfried Sempers bei dessen Bauten in Zürich und Winterthur. Anschliessend wirkte von 1869 bis 1875 zunächst gemeinsam mit Károly Benkó, später allein in Budapest. 1875 kehrte er in die Schweiz zurück, wo er zunächst als Architekt in Zürich arbeitete und ab 1880 in Basel.

## Werke
Friedrich Walser war unter Semper unter anderem am Innenausbau der Aula des Zürcher Polytechnikums beteiligt. In Budapest baute er gemeinsam mit Benkó das Lloyd- und Börsengebäude (1869–1871). In Basel schuf er zahlreiche Wohn- und Geschäftshäuser, darunter das Haus der Christoph Merian Stiftung. 1890 wurde mit dem Bau des von Walser und Heinrich Reese entworfenen Gewerbemuseums Basel begonnen, das 1893 bezogen wurde.

## Privates
Walser, der 1884 in Basel mit Elisabeth Katharina, geborene Hindermann, verheiratet war, starb ebendort 1922 im Alter von 81 Jahren. Er war der Onkel von Karl und Robert Walser.